# Hygropoda prognatha
Espèce
Hygropoda prognatha est une espèce d'araignées aranéomorphes de la famille des Pisauridae.

## Distribution
Cette espèce est endémique de Singapour.

## Description
Le mâle syntype mesure 9 mm et la femelle syntype 10,5 mm.

## Systématique et taxinomie
Cette espèce a été décrite par Thorell en 1895.

## Publication originale
- Thorell, 1895 : « Decas aranearum in ins. Singapore a Cel. Th. Workman inventarum. » Bollettino della Società Entomologica Italiana, vol. 26, no 3/4, p. 321-355 (texte intégral).